# Chrono Champenois
A Chrono Champenois (em português: Contrarrelógio Champenois) é uma corrida de ciclismo contrarrelógio francesa masculina, que em conjunto com a sua homóloga feminina denominada como Chrono Champenois-Trophée Européen se disputa em Bétheny (departamento do Marne) em meados do mês de setembro (as duas no mesmo dia).
A feminina foi a primeira em criar-se em 1989 com o nome oficial de Chrono Champenois-Trophée Européen, ainda que não começou a ser profissional até 1997, por isso a maioria dos seus ganhadores têm sido francesas, dentro a categoria 1.9.2 (última categoria do profissionalismo) renomeando-se essa categoria em 2005 pela 1.1 mantendo a corrida dito status.
A masculina (oficialmente: Chrono Champenois Masculin International), criada em 1998, começou também sendo amador e já a partir da criação dos Circuitos Continentais UCI em 2005 faz parte do UCI Europe Tour dentro da categoria 1.2 (última categoria do profissionalismo).
As duas disputam num traçado de 33,4 km.
Está organizada por Betheny Sport Organization.

## Palmarés
| Ano                       | Vencedor              | Segundo              | Terceiro             |
| ------------------------- | --------------------- | -------------------- | -------------------- |
| edições amadoras          |                       |                      |                      |
| 1998                      | László Bodrogi        | Frédéric Finot       | Stéphane Celle       |
| 1999                      | Linas Balčiūnas       | David Derepas        | Peter Schep          |
| 2000 edição não realizada |                       |                      |                      |
| 2001                      | Steve Fogen           | Guillaume Canet      | Xavier Pache         |
| 2002                      | Tomas Vaitkus         | Olivier Kaisen       | Francesco Rivera     |
| 2003                      | Émilien-Benoît Bergès | Romain Genter        | Dominique Rollin     |
| 2004                      | Andrei Kunitski       | Florian Morizot      | Jeff Sherstobitoff   |
| edições profissionais     |                       |                      |                      |
| 2005                      | Mathieu Heijboer      | Stef Clement         | Alberto Kunz         |
| 2006                      | Matti Helminen        | Aleksandr Bespalov   | Peter Latham         |
| 2007                      | Cameron Wurf          | Mateusz Taciak       | Michael Tronborg     |
| 2008                      | Adriano Malori        | Andreas Henig        | Matti Helminen       |
| 2009                      | Adriano Malori        | Westley Gough        | David McCann         |
| 2010                      | Rasmus Quaade         | Matti Helminen       | Luke Durbridge       |
| 2011                      | Luke Durbridge        | Rasmus Quaade        | Anton Vorobyev       |
| 2012                      | Rohan Dennis          | Serguei Chernetski   | Rasmus Quaade        |
| 2013                      | Campbell Flakemore    | Damien Howson        | Stefan Küng          |
| 2014                      | Rasmus Quaade         | Reidar Borgersen     | Campbell Flakemore   |
| 2015                      | Filippo Ganna         | Vegard Stake Laengen | Davide Martinelli    |
| 2016                      | Daniel Westmattelmann | Reidar Borgersen     | Nathan Van Hooydonck |
| 2017 edição não realizada |                       |                      |                      |
| 2018                      | Martin Toft Madsen    | Mikkel Bjerg         | Hamish Bond          |
| 2019                      | Mikkel Bjerg          | Justin Wolf          | Martin Toft Madsen   |

## Palmarés por países
| País          | Vitórias |
| ------------- | -------- |
| Austrália     | 4        |
| Itália        | 3        |
| Dinamarca     | 3        |
| Lituânia      | 2        |
| Luxemburgo    | 1        |
| França        | 1        |
| Bielorrússia  | 1        |
| Países Baixos | 1        |
| Finlândia     | 1        |
| Hungria       | 1        |
| Alemanha      | 1        |